# 文輝街
文輝街（法語：rue Mansfield）是加拿大魁北克省滿地可的一條南北向商業街，位於滿地可市中心卑利街以東兩個街區處，北接舒普基街。
該街道於1845年左右開辟，以第一代文輝伯爵威廉·美利命名。

## 來源
- Ville de Montréal. Les rues de Montréal. Répertoire historique. Montréal,Méridien, 1995, p. 332-333